# Marcel Jérôme Rigollot
Marcel Jérôme Rigollot (Doullens, 30 septembre 1786 – Amiens, 29 décembre 1854), est un médecin et érudit français.

## Biographie

### Un médecin de la Grande Armée
Marcel-Jérôme Rigollot incarne l’image emblématique du médecin de province, érudit du XIXe siècle. Fils d’un célèbre médecin d’Amiens, il s’engagea dès l’âge de dix-sept ans dans la carrière médicale.
Il fit ses études à l'école centrale d'Amiens. En 1803, il se rendit à Paris pour y suivre les cours de médecine et fut bientôt employé à l’hôpital militaire de cette ville, comme chirurgien sous-aide. En 1806, il fut attaché en la même qualité à la 32e demi-brigade de ligne. Reçu docteur en médecine, en 1809, il revint à Amiens en 1810, pour y exercer son art ; mais en 1813, il fut appelé à la Grande Armée, et y fit, comme médecin ordinaire ou de première classe, le service des hôpitaux de Görlitz, de Waldheim et de Dresde. Après la fatale retraite de Leipzig, il fut employé à Mayence, dans le moment où l'épidémie du typhus était la plus meurtrière à l'hôpital de la Douane où ses ravages étaient les plus grands. Pendant la campagne de France, en 1814, il fut attaché aux hôpitaux de Metz, de Château-Thierry et de Meaux, et ne cessa d'être employé que lorsque le corps d'armée dont il faisait partie se fut replié sur Paris et eut soutenu le siège de la capitale. Pendant son service aux armées, il fut nommé médecin du dépôt de mendicité du département de la Somme et appelé, en 1820, aux fonctions de médecin ordinaire de l'Hôtel-Dieu d’Amiens, et de professeur de matière médicale et de thérapeutique à l'école secondaire de médecine de la ville. Vers cette époque, il reçut le titre de membre correspondant de l'académie royale de médecine de Paris, qu'il ajouta à celui de membre de la société médicale et de l'académie d'Amiens dont il était déjà pourvu.

### Un citoyen engagé
Il s’impliqua dans la vie publique et devint membre du conseil municipal d'Amiens en 1830.
Il fut également membre de la commission des prisons, du comité d'arrondissement pour l'instruction primaire et de la commission de surveillance près l'école normale primaire. Enfin, il avait été membre du conseil de salubrité depuis sa création.
Rigollot se montra également soucieux de développer les arts et les lettres dans sa ville. Il fut l’un des fondateurs, en 1836, de la société d’archéologie du département de la Somme (future société des antiquaires de Picardie), dont il fut le premier président. Il obtint de Napoléon III la cession du terrain de l’arsenal où fut érigé le musée Napoléon (aujourd'hui musée de Picardie). Il a été également membre de l'académie des sciences, des lettres et des arts d'Amiens.

### Un érudit, historien de l'art

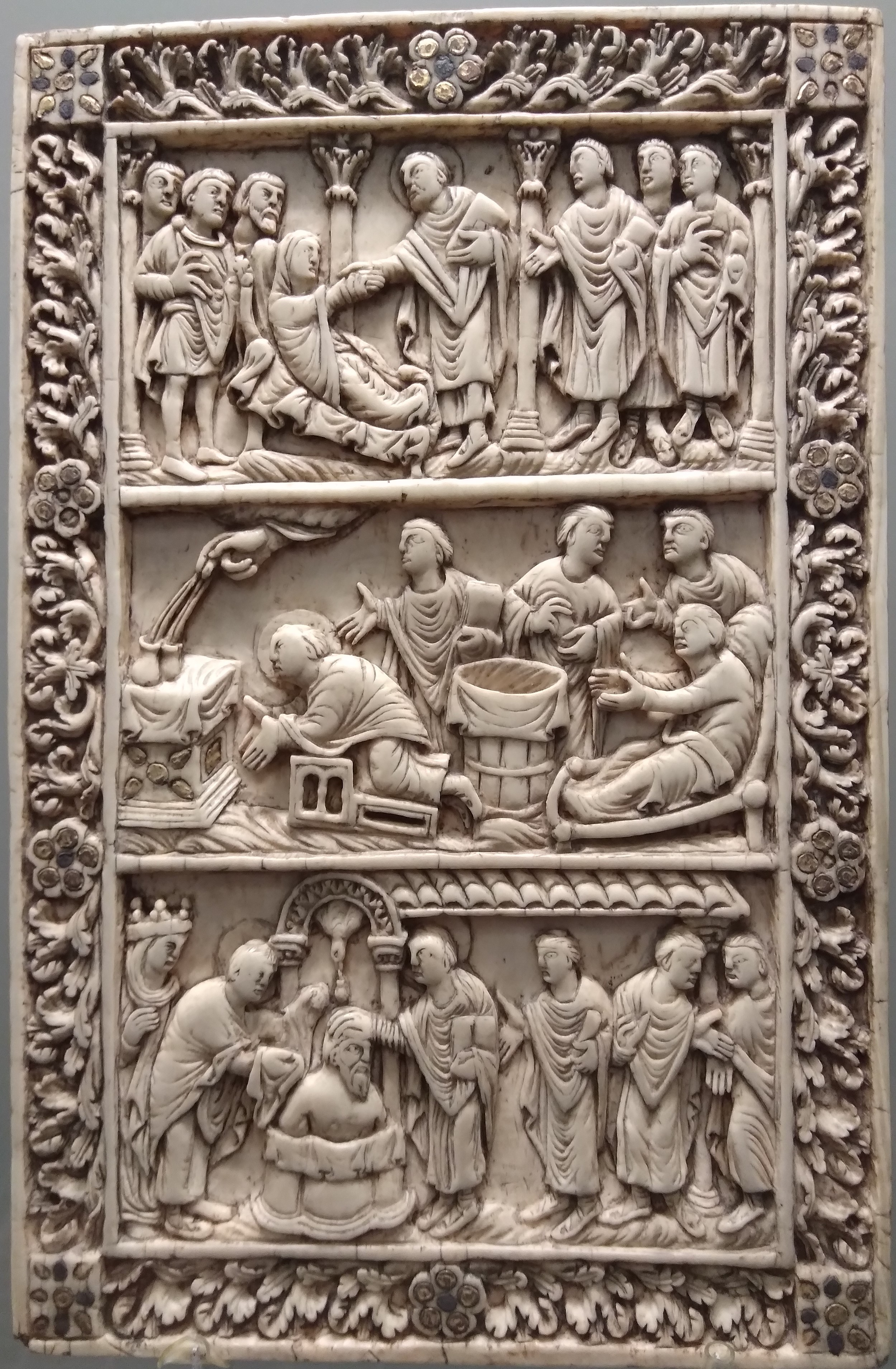
Ivoire sculpté (IXe siècle), les Miracles de saint Remi, légué par M.J. Rigollot au musée de Picardie.

L’archéologie a été l’un de ses terrains de prédilection. Il participa, dans le sillage de Boucher de Perthes, aux premiers travaux sur l’industrie lithique du site préhistorique de Saint-Acheul en étudiant  des haches de silex trouvées en ce lieu.
La numismatique médiévale constitua pour lui un autre domaine recherche, notamment sur les monnaies « des évêques et des innocents ».
Son œuvre majeure fut cependant son Essai historique sur les arts du dessin en Picardie depuis l’époque romaine jusqu’au XVIe siècle, accompagné d’un atlas de planches exécutées par les frères Duthoit.
En outre, Rigollot entreprit de rédiger le catalogue de l’œuvre de Léonard de Vinci.
Ses travaux, qui font toujours autorité, lui ont permis d'être nommé membre correspondant du comité historique près le ministère de l'Instruction publique, de la société royale des antiquaires de France, de celles de l'Ouest et de la Morinie, des académies de Rouen, d'Arras, d'Abbeville, de Saint-Quentin et de Blois.

## Hommage et distinctions
- En 1849, il est nommé chevalier de la Légion d'honneur.
- Une rue d'Amiens porte son nom.

## Œuvres

### Histoire
- Monnaies inconnues des évêques, des innocens, des fous et de quelques autres associations singulières du même temps sur Google Livres, Merlin, Paris, 1837, in-8° (ouvrage le plus important) ;
- Essai historique sur les arts du dessin en Picardie jusqu'au XVIe siècle (1840) ;
- Recherches historiques sur les peuples de la race teutonique qui envahirent les Gaules au Ve siècle (1850) ;
- Articles insérés dans la Revue encyclopédique et la Revue numismatique.
- Mémoires sur l’ancienne ville des Gaules qui a porté le nom de Samarobriva, Amiens, (1826-1827, in-8°) ;
- Les Œuvres d’art de la confrérie de Notre-Dame du puy d’Amiens [reprise des travaux de Rigollot, publiés par A. Breuil], Amiens, 1858 ;
- Notice sur une feuille de diptyque d'ivoire représentant le baptême de Clovis, in-8°, Amiens 1832 ;
- Discours sur les Académies et un Essai sur une monnaie d'or frappée sous les Mérovingiens et portant le nom de l'église Saint-Martin-aux-Jumeaux d'Amiens, imprimés dans le premier volume des mémoires de l'académie d'Amiens, publié en 1835.
- Mémoires sur l’ancienne ville des Gaules qui a porté le nom de Samarobriva. Amiens : Caron Duquenne, 1826-1827.
- Notice sur une feuille de diptyque d’ivoire représentant le baptême de Clovis. Amiens : imprimerie de J. Boudon-Caron, 1832.
- Essai historique sur l’art du dessin en Picardie, depuis l’époque romaine jusqu’au XVIe siècle. Amiens : Caron, 1840.
- Catalogue des œuvres de Léonard de Vinci. Paris : Dumoulin, 1849.
- Essai sur le Giorgion. Amiens : Duval et Herment, 1852.
- Les Œuvres d’art de la confrérie de Notre-Dame du Puy d’Amiens [reprise des travaux de Rigollot, publiés par A. Breuil]. Amiens : imprimerie de Duval & Herment, 1858.
- Essai sur une monnaie d’or frappée sous les mérovingiens, et portant le nom de l’église de Saint-Martin-aux-Jumeaux d’Amiens. Mémoires de l’Académie d’Amiens, t. I, 1835.
- « Essai sur le manuscrit de Froissart de la bibliothèque d’Amiens, et en particulier sur le récit de la bataille de Crécy ». Mémoires de la Société des antiquaires de Picardie, t. III, 1840, p. 131-184.
- Notice sur une découverte de monnaies picardes du XIe siècle, recueillies et décrites par Fernand Mallet et le Dr Rigollot ». Mémoires de la Société des antiquaires de Picardie, 1841, p. 5-83.
- Notice sur une sépulture romaine découverte sur le territoire de la ville d’Amiens. Bulletins de la Société des antiquaires de Picardie, t. V, 1853-1855, p. 346-349.

### Histoire de la médecine
- Sur l'histoire des établissements consacrés à l'enseignement médical à Amiens. Discours prononcé pour la rentrée 1843-1844 de l'école préparatoire de médecine et pharmacie d'Amiens. Amiens, imprimerie Duval et Serment, 1843.
- Esquisse de l'histoire de la thérapeutique et de la matière médicale au XIXe siècle. Amiens, Caron et Lambert, 1853[1].

## Pour approfondir